# Вимпфен
Вимпфен (нем. Grafen von Wimpffen) — баварский по происхождению дворянский род.
Разделился на несколько линий. Из числа членов так называемой Эльзасской линии выделяются:
- Франц-Людвиг Вимпфен (de:Franz Ludwig Wimpffen; 1732—1800), служивший во французской армии и написавший «Réforme de l'économie de l’armée française» (Париж, 1787) и «Mémoires sur ma vie» (Париж, 1788).
- Максимилиан Вимпфен (1770—1854) — сын предыдущего, генерал-фельдмаршал (Австрия)
- Франц Вимпфен (1797—1870) — австрийский генерал, участвовавший в походах 1813—1814 годов и отличившийся в итальянской войне 1848 года под начальством Радецкого.
- Феликс Вимпфен (fr:Georges Félix de Wimpffen; 1744—1814) — французский генерал. Выбранный нормандским дворянством в 1789 г. в Генеральные штаты, он примкнул в Учредительном собрании к третьему сословию и в ночь 4 августа подал голос за уничтожение привилегий; во время войны 1792 г. он защищал Тионвилль против пруссаков. Командуя сухопутными войсками в Шербурге, он восстал в 1793 году против Конвента, был разбит и бежал в Англию, откуда возвратился только в 1799 году. Наполеон сделал его дивизионным генералом.[1]
- Сын предыдущего, Эммануил-Феликс Вимпфен (1811—1884) — французский генерал, сражался в Алжире и Крыму, во время франко-прусской войны 1870 г. командовал 5-м корпусом; в битве при Седане принял от раненого Мак-Магона главное начальство над французским войском и подписал капитуляцию 2 сентября. Он написал: «Sédan» (1871); «La situation de la France et les réformes nécessaires» (1873); «La Nation armée» (1876). Оставшиеся после него бумаги изданы в 1887 г. под заглавием «La bataille de Sédan, les véritables coupables».
- Епископ Леонтий (в миру Владимир Фёдорович фон Вимпфен; 1873—1919) — епископ Русской православной церкви.